# Фрага Эстевес, Кармен
Ка́рмен Фра́га Эсте́вес (исп. Carmen Fraga Estévez; род. 19 октября 1948, Леон, Кастилия и Леон) — испанский политик, член Народной партии Испании и депутат Европейского парламента.
Кармен Фрага Эстевес — дочь Мануэля Фраги Ирибарне, министра правительства Испании при Франко и впоследствии соучредителя и почётного председателя Народной партии. Кармен Фрага изучала географию и работала в министерстве развития Испании. В 1980—1985 годах Кармен получила юридическое образование, после вступления Испании в ЕС в 1986 году до 1994 года работала парламентским помощником во фракции Европейской народной партии в Европарламенте.
На выборах 1994 года Кармен Фрага Эстевес была избрана в Европейский парламент и занимала должность заместителя председателя фракции Европейской народной партии. В 1997—1999 годах председательствовала в кабинете по рыболовству.
В 2002 году сложила свои полномочия евродепутата, чтобы занять должность генерального секретаря по вопросам морского рыболовства в министерстве сельского хозяйства Испании в правительстве Хосе Марии Аснара. В 2004 году Фрага Эстевес вновь баллотировалась на выборах в Европарламент и является депутатом Европарламента по настоящее время. Входит в состав правления фракции ЕНП, в 2004—2009 годах участвовала в работе комитета по сельскому хозяйству и сельскому развитию, а также в комитет по рыболовству.